# LGV東ヨーロッパ線

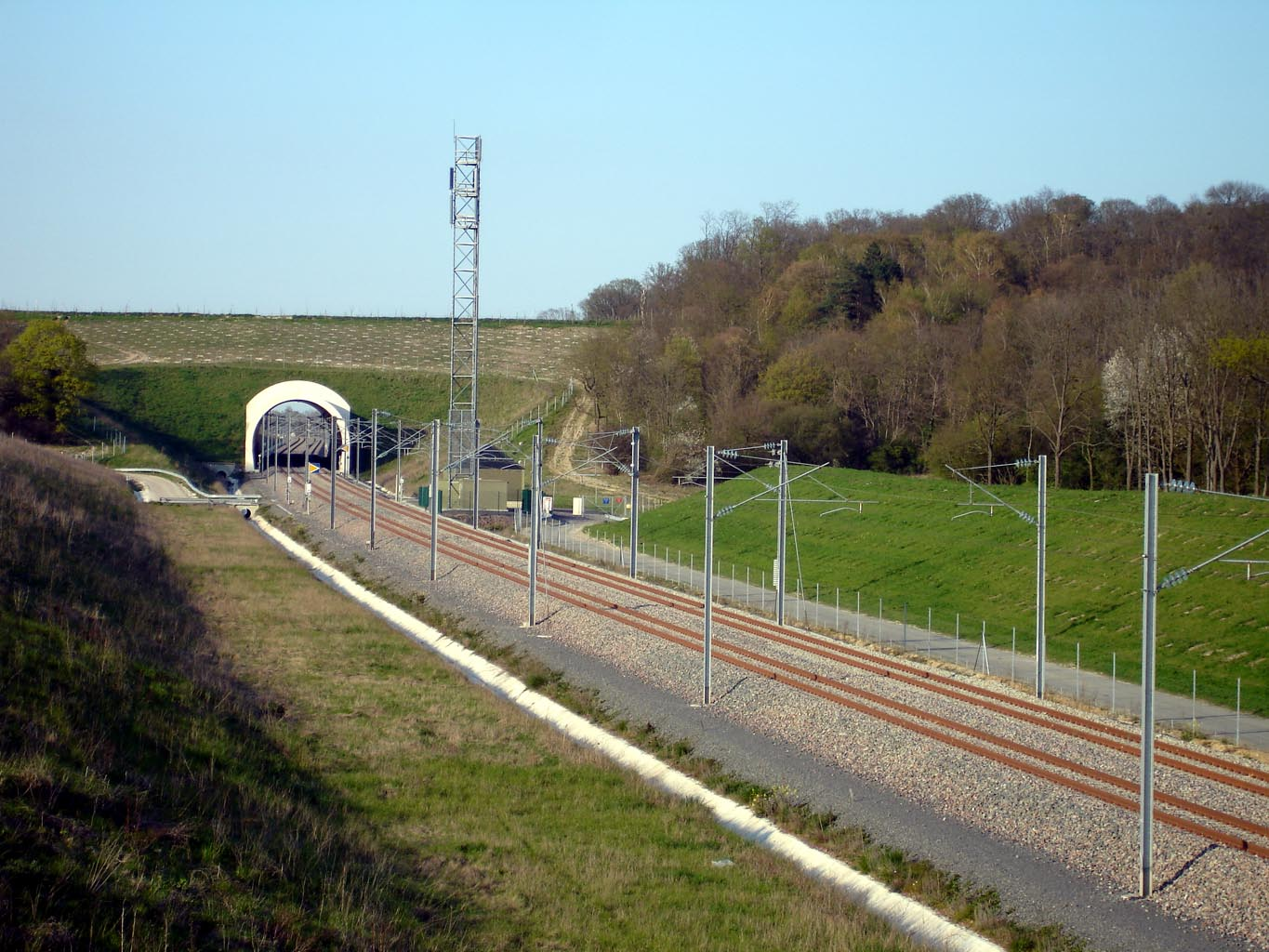
セーヌ＝エ＝マルヌ県Pomponne付近

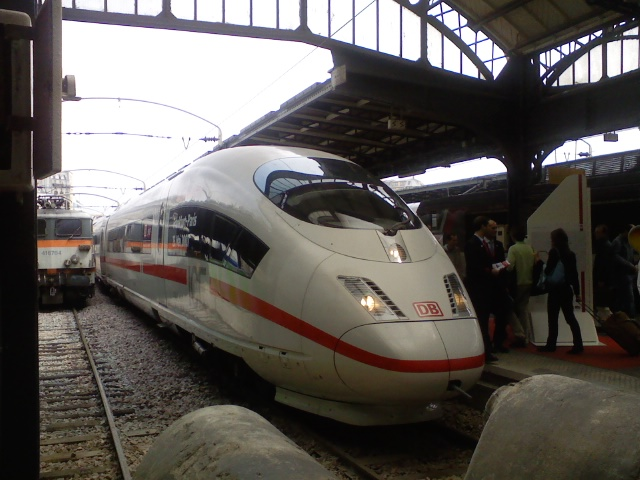
試運転でパリ東駅に到着したICE 3

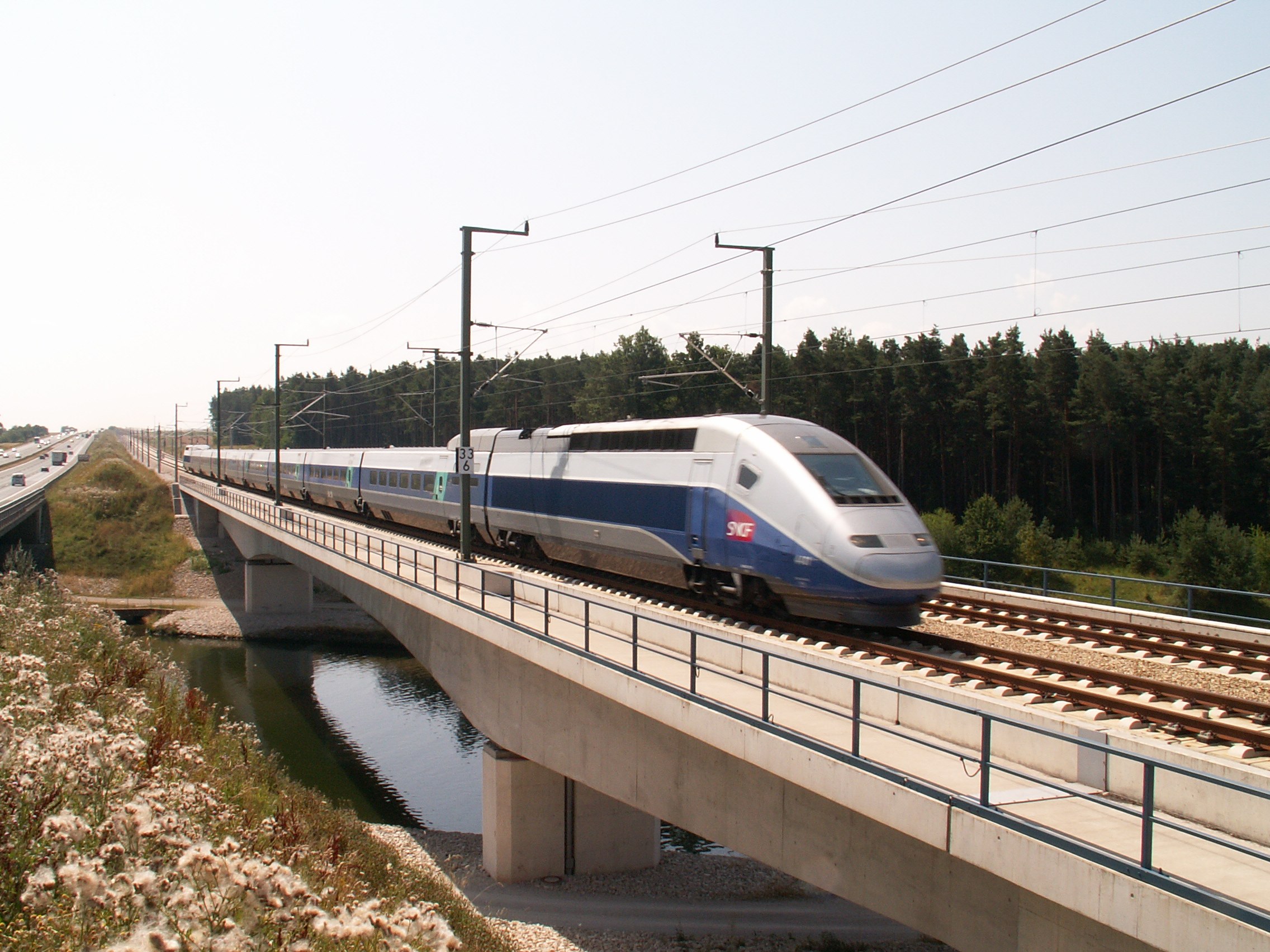
ドイツ国内で試運転中のTGV POS編成

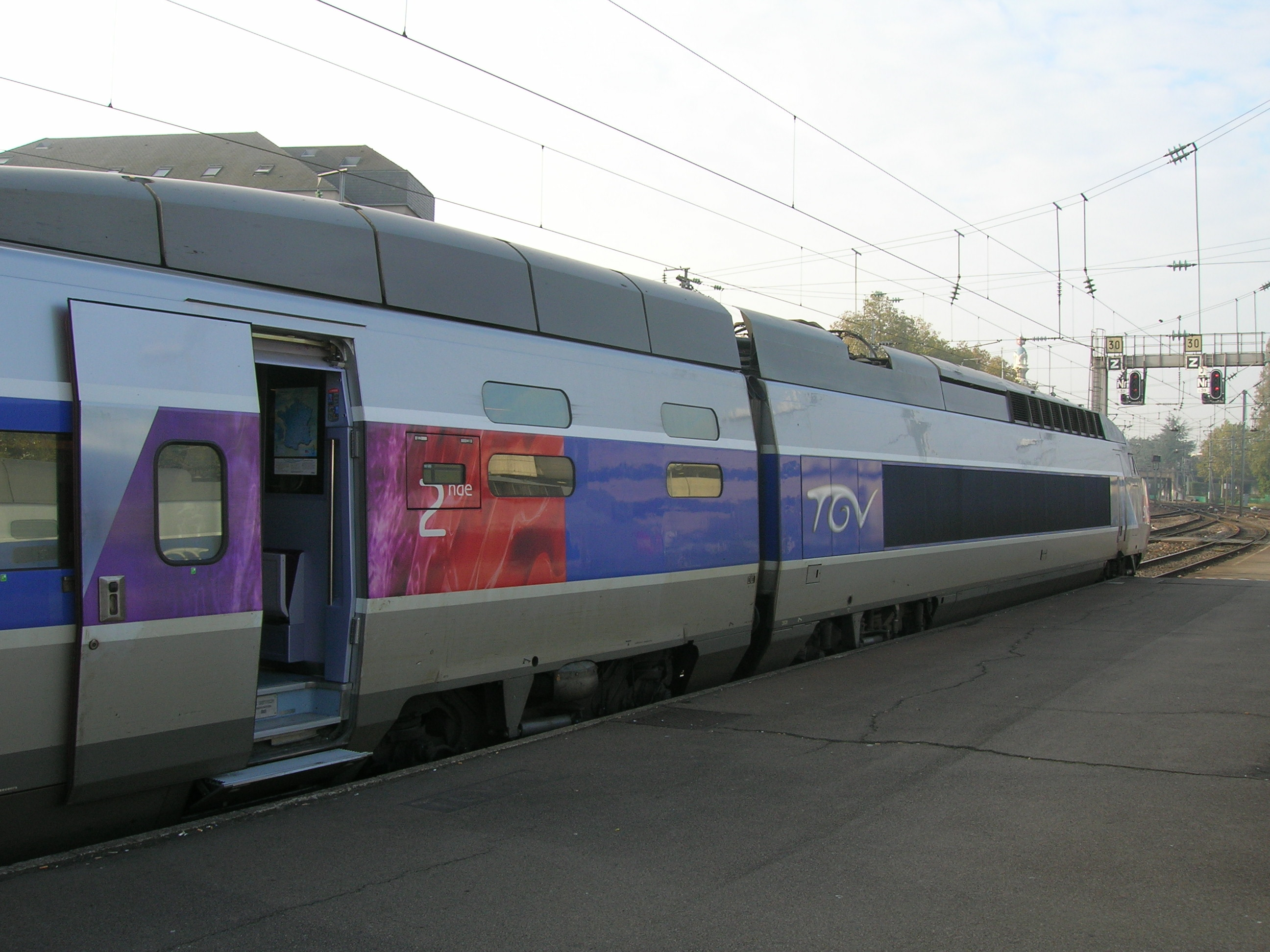
クリスチャン・ラクロワデザインのTGV Réseau編成

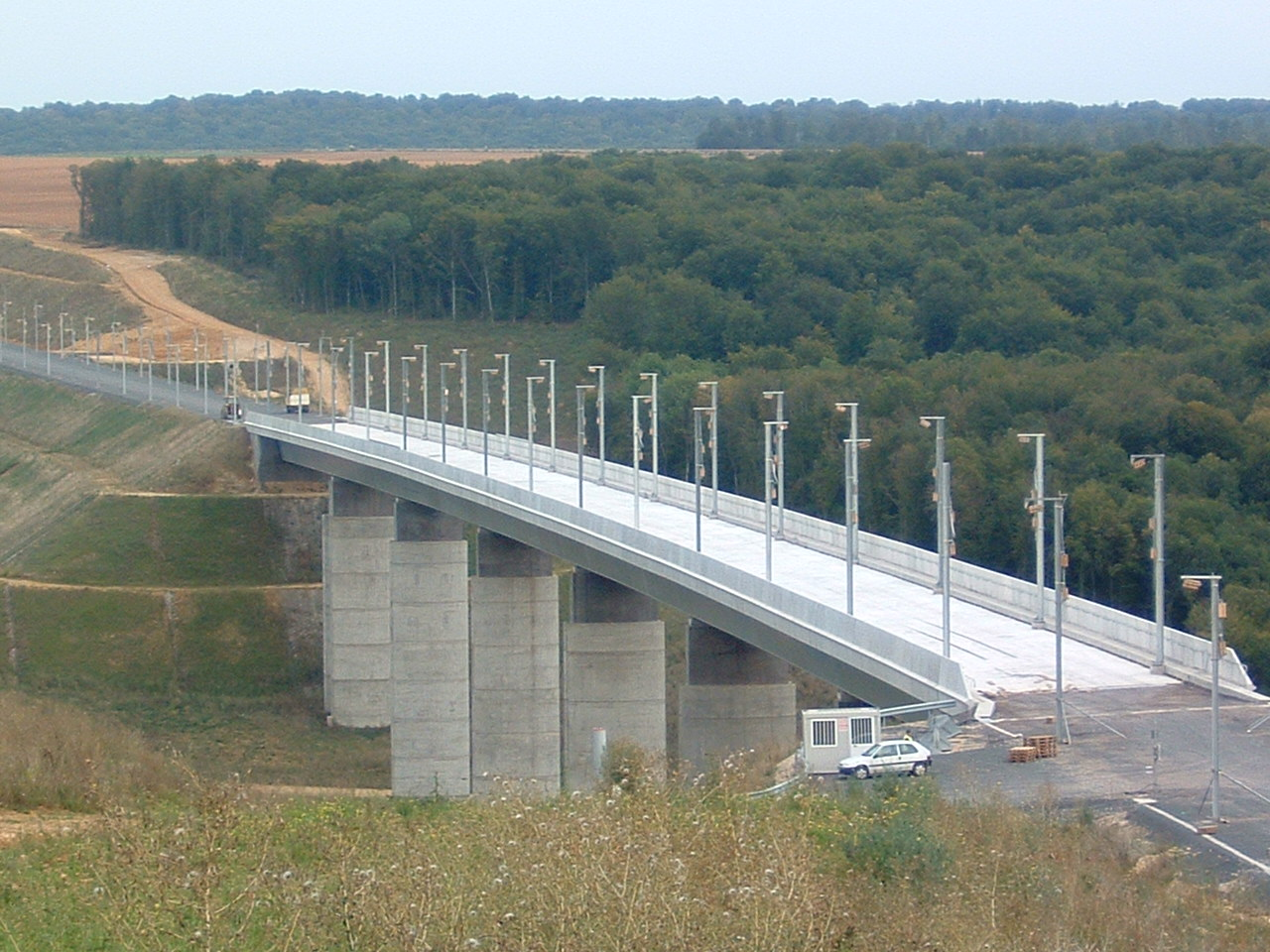
建設中のJaulny高架橋

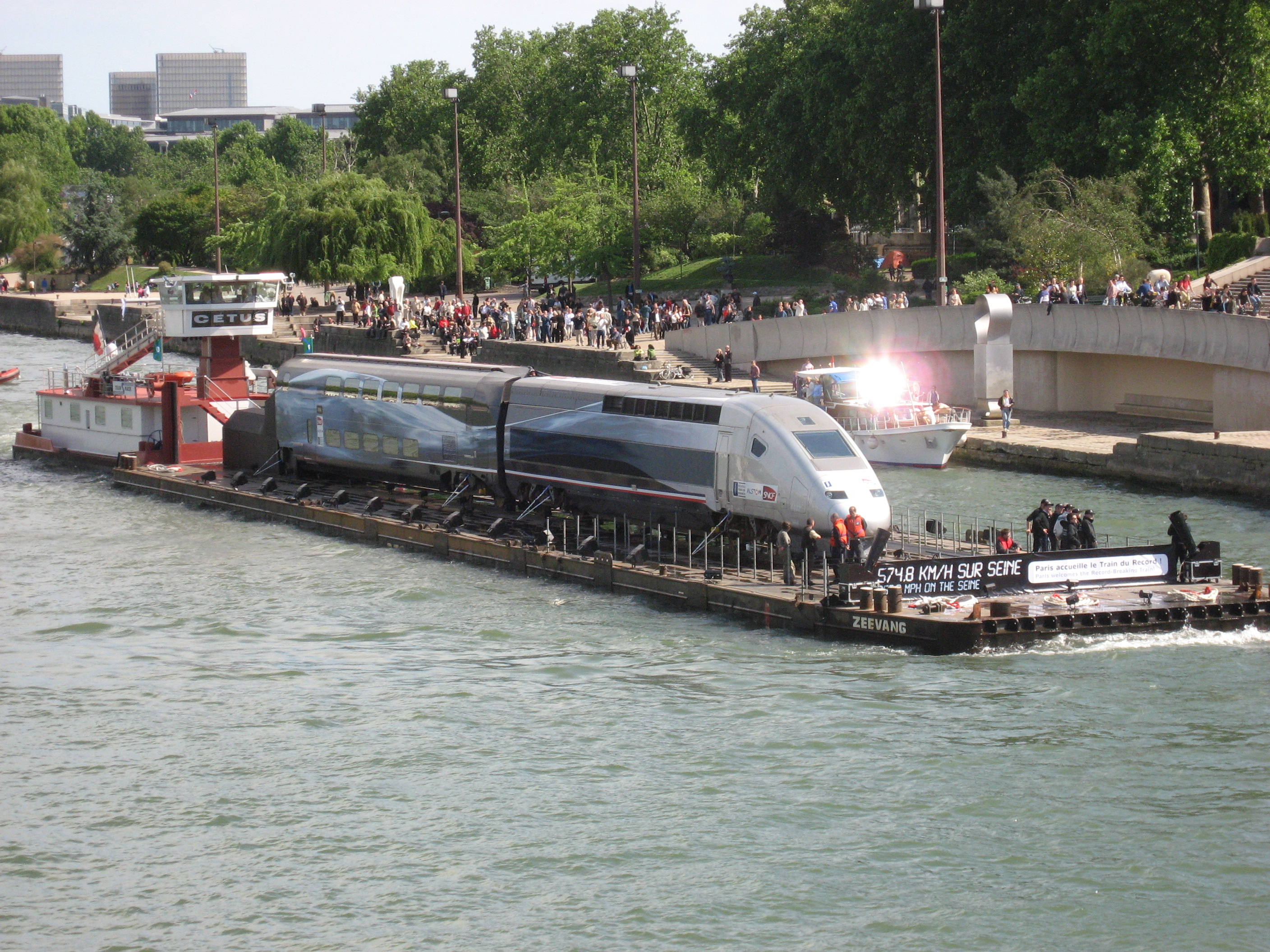
展示のためセーヌ川を輸送されるV150編成の一部

2期区間

LGV東ヨーロッパ線（LGVひがしヨーロッパせん、仏: LGV Est européenne、ligne nouvelle 6、LN6）は、フランスのイル＝ド＝フランス地域圏セーヌ＝エ＝マルヌ県ヴェール＝シュル＝マルヌとグラン・テスト地域圏バ＝ラン県ストラスブールを結ぶ高速鉄道路線（LGV）である。LGV東線（LGV Est）と略されることもある。両端で在来線に乗り入れ、パリ（パリ東駅）などフランス各地とフランス東部、ドイツ南部、ルクセンブルク、スイスを結ぶ。
この路線を経由する高速列車（TGV）をTGV東ヨーロッパ線（TGV Est européenne）またはTGV東線（TGV Est）と呼ぶ。路線を指してTGV東線などと呼ぶこともあるが、TGVとは本来路線ではなく列車の名称なので不正確である。ただしフランス語でも「TGV東線の路線（Ligne du TGV Est）」といった呼び方をされることがある。

## 概要
LGV東ヨーロッパ線はパリ東駅から東へ約20kmの地点で在来線から分かれ、フランス東部のモゼル県で再び在来線に合流する全長300kmの路線である。終点のボードルクールはメス - ストラスブール間の在来線とメス - ザールブリュッケン間の路線の分岐する地点であり、LGVから双方に直通が可能である。途中セーヌ＝エ＝マルヌ県MessyでLGV東連絡線と交差するほか、ランス南方でシャロン＝アン＝シャンパーニュ - シャルルヴィル＝メジエール間の在来線と、メスの南西でパリ - メス間の在来線およびディジョン - ナンシー - メス - ルクセンブルク市を結ぶ在来線とそれぞれ交差し、これら各線に直通が可能になっている。
東ヨーロッパ線は2007年6月10日に開業したフランスでは7番目の高速路線であり、パリからの放射状路線としては南東線、大西洋線、北線に次ぎ4番目となる。最高速度は、従来のLGVの300km/hから引き上げられ、開業時点で磁気浮上式鉄道を除き世界最高の320km/hである。設計上の最高速度は350km/hだが、当面は320km/hで運行される。このため線形が従来のLGVより高規格になっており、例えば軌道中心間隔は4.2mから4.5mへ、最急勾配は35パーミルから25パーミルへと改良されている。なお乗り入れ先の在来線での最高速度は160km/h程度となる。
フランスの鉄道は上下分離方式をとっているため、列車の運行はフランス国鉄 (SNCF) が行なうが路線の保有、整備は別会社のフランス鉄道線路事業公社 (RFF) が行なう。
東ヨーロッパ線には、フランスのLGVとしては初めてドイツ鉄道 (DB) のICEが乗り入れる。このため保安装置はTGVの標準であるTVMのほか、ヨーロッパの標準であるETCSが併用されている。
東ヨーロッパ線を含め、フランスの高速新線は全て複線で、左側通行である。ただし、2007年時点での東側の終端であるボードルクールで接続している在来線は歴史的経緯から右側通行となっている。すなわち、ボードルクールを境に、高速新線では左側通行、在来線では右側通行となる。なお、一部のTGVやICEの運転台は、国ごとに左側・右側通行が異なっていても問題がないよう、中央に配置されている。

## 運行形態
東ヨーロッパ線を経由する列車のパリ側の始発駅はパリ東駅である。このほかLGV東連絡線や在来線を経由してLGV北線、LGV大西洋線沿線のリール、レンヌ、ナント、ボルドーなどから直通する列車も設定されている。
東側では、ストラスブールを終点とする列車のほか、ストラスブールからドイツのカールスルーエ、シュトゥットガルトを経てミュンヘンに向かう系統、またボードルクールからドイツのザールブリュッケン、マンハイム、フランクフルトへ向かう系統がある。途中でLGVから分岐する系統には、メスを経てルクセンブルクに向かう系統、ナンシーやその周辺の小都市に向かう系統、ランスを経てセダンに向かう系統、LGV上に駅のないパリ - ストラスブール在来線上の駅を終点とする系統などがある。開業時点ではストラスブールから南へ向かいミュルーズを経てスイスのバーゼル、チューリッヒへ向かう系統 (Lyria) も運行されていたが、2011年12月11日にLGV南東線・LGVライン-ローヌ線経由とされ、パリ側の始発駅もリヨン駅に変更された。
運行される列車は原則としてTGVであり、ドイツへ乗り入れる列車はAlleoと呼ばれる。ドイツ鉄道のICEが使用されるフランクフルト方面の列車についてはTGVではなくICEと表記される。
2007年6月時点でのパリから主な都市への所要時間（括弧内はLGV開業前の在来線の所要時間）と1日あたりの運行本数（平日、臨時列車を除く）は以下の通り。
- フランス国内
  - ストラスブール - 2時間20分（4時間）、16往復
  - メス - 1時間25分（2時間45分）、10往復
  - ナンシー - 1時間30分（2時間45分）、10往復
  - ランス - 45分（1時間35分）、8往復
  - ミュルーズ - 3時間（4時間25分）、6往復
- 国際列車
  - フランクフルト - 3時間50分（6時間15分）、5往復
  - シュトゥットガルト - 3時間40分（6時間）、4往復
  - チューリッヒ - 4時間35分（5時間50分）、3往復
  - ルクセンブルク - 2時間05分（3時間35分）、5往復

## 車両
東ヨーロッパ線の開業に合わせて、新形式のTGV POS編成が投入された。最高速度は320km/h。POSとはParis（パリ） - Ostfrankreich（東フランス） - Süddeutschland（南ドイツ）のドイツ語での頭文字をとったものである。従来のTGV編成と同様に動力集中方式の固定編成であり、両端の動力車2両と中間の連節客車8両の10両で組成される。客車はTGV Réseau編成から転用されたもので、内装はクリスチャン・ラクロワのデザインにより一新されている。
このほか従来のTGV Réseau編成も使用されるが、客車の内装はPOS編成と同様にラクロワデザインに改修されている。
フランクフルト方面の列車の一部はドイツ鉄道のICE 3が使われる。

## 駅
LGV上には以下の3駅がある。
シャンパーニュ-アルデンヌ - TGV (Champagne-Ardenne - TGV) 駅
ランスの南約5kmのマルヌ県Bezannesにある。ランスから在来線（TER）が乗り入れており、また今後トラムも乗り入れる予定である。
ムーズ - TGV (Meuse - TGV)駅
ヴェルダンとバル＝ル＝デュックのほぼ中間のムーズ県Trois-Domainesに位置する。周辺人口は少なく、将来の駅周辺の発展を期待して設置された駅であるが、地元政治家による政治駅であるとの指摘もある。
ロレーヌ - TGV (Lorraine - TGV) 駅
モゼル県Louvignyに位置する。メスからは27km、ナンシーからは37kmの距離にある。2012年を目処に在来線（TER）が乗り入れる予定である。
乗り入れ先の在来線ではTGVは在来線の駅を使用する。パリ東駅など主要駅はTGVの運行開始に際し大規模な改装工事が施工された。

## 歴史

### 計画の発端
LGV東ヨーロッパ線の計画の発端は1985年に始まった上級技術官吏Claude Rattier率いる研究チームによる研究である。この報告書は1992年から1993年にかけて公表された。1992年4月1日には国務院によって高速鉄道整備計画に組み込まれた。同年の5月22日に行われたフランスとドイツの首脳会談では、両国の高速鉄道網を北はザールブリュッケン - マンハイム、南はストラスブール - カールスルーエの2か所で接続することが合意された。ルクセンブルクとの間でも同様に高速列車の乗り入れに関する協定が結ばれた。
また、建設は2期に分けて行なわれることになり、まず1期区間としてヴェール＝シュル＝マルヌからボードルクールまでを建設し、その後2期区間としてボードルクールからストラスブールの西のバ＝ラン県Vendenheimまでを建設することになった。

### 財源
1998年にフランス政府とフランス国鉄、RFF、沿線自治体は、総額31億25百万ユーロとなる建設費の分担について以下のように合意した。東ヨーロッパ線はフランスのLGV建設に地方自治体が出資した最初の例である。
- フランス政府 - 12億20百万ユーロ
- ヨーロッパ連合 - 3億20百万ユーロ
- ルクセンブルク大公国 - 1億17百万ユーロ
- RFF - 6億82百万ユーロ
- フランス国鉄 - 49百万ユーロ
- 地方自治体 計 - 7億36百万ユーロ
  - イル＝ド＝フランス地域圏 計 - 76百万ユーロ
    - 地域圏 - 76百万ユーロ

  - シャンパーニュ＝アルデンヌ地域圏 計 - 1億24百万ユーロ
    - 地域圏 - 42百万ユーロ
    - アルデンヌ県会 - 8百万ユーロ
    - マルヌ県会 - 25百万ユーロ
    - ランス都市共同体 - 4百万ユーロ
    - ランス市 - 46百万ユーロ

  - ロレーヌ地域圏 計 - 2億54百万ユーロ
    - 地域圏 - 2億03百万ユーロ
    - ムーズ県会 - 4百万ユーロ
    - ムルト＝エ＝モゼル県会 - 16百万ユーロ
    - モゼル県会 - 22百万ユーロ
    - ヴォージュ県会 - 9百万ユーロ

  - アルザス地域圏計 - 2億82百万ユーロ
    - 地域圏 - 1億41百万ユーロ
    - バ＝ラン県会 - 71百万ユーロ
    - オー＝ラン県会 - 24百万ユーロ
    - ストラスブール都市共同体 - 35百万ユーロ
    - コルマール市 - 4百万ユーロ
    - ミュールーズ市 - 7百万ユーロ

注:端数は四捨五入した。

### 工事
東ヨーロッパ線は正式には2002年1月28日に着工した。2004年10月19日には最初のレールが敷かれ、2006年9月20日、ド・ビルパン首相により最後のレールが締結された。

### 速度試験
正式開業に先立ち、東ヨーロッパ線の線路を利用してTGVの速度試験が行なわれた。東ヨーロッパ線は従来のLGVに比べ線形が良好なことから、1990年に開業前のLGV大西洋線で記録した515.3kmk/hを上回ることが期待され、計画はV150と名付けられた。150とは秒速150m（540km/h）を意味する。
試験用にTGV POS第4402編成の動力車2両と、TGV Duplex編成の客車3両の5両で構成される特別編成が組成された。この編成もV150と呼ばれる。車輪の直径を本来のものより大きくしたほか、中間の客車の連接台車にも電動機を装着した。また路線の側でも架線の電圧を本来の25kVから31kVに上げるなどした。
試験走行は2007年1月から始まり、同年2月13日には非公式ながら553km/hを記録した。そして同年4月3日の公式試験では、13時13分40秒、起点から193.9km地点のマルヌ県Eclairesで574.8km/hを記録した。日本の超電導リニアが有する581km/hの記録にこそ及ばなかったものの、鉄車輪・鉄軌道方式の鉄道としての速度記録を更新した。

### 開業
開業は当初2006年中の予定だったが、2007年まで遅れた。
2006年6月から、パリからフランス東部方面への在来線列車 (Corail) がTGVの車両で運行されるようになった。これは乗務員の慣熟と利用者への宣伝の二つの目的で行なわれた。
東ヨーロッパ線は2007年6月10日に営業運転を開始した。
開業後のTGV利用者ははフランス国鉄の予想を上回り、一時は予約が困難なほどであった。TGV開業にともないエールフランスのパリ - ストラスブール便は大幅に減便され、同区間を結ぶ高速道路（オートルート）A4でも長距離の利用者が減少した。ただし、地方都市間などの短距離の高速道路利用者はかえって増加した。これは地方都市間を結ぶ優等列車が減便されたためである。

### 年表
- 2007年6月10日 - 開業。
- 2016年7月3日 - ストラスブールまで延伸し、全線開通。

## 2期区間
2期区間としてボードルクールからVendenheimまでの106kmが予定されている。この区間にはヴォージュ山脈を貫く全長4000mのトンネルが掘られる。2009年に着工し、2016年4月3日の開業を予定していたが、2015年11月14日に2期区間の試運転中に発生したエックヴェルスハイム脱線事故で橋が損壊したため、開業が2016年7月3日に3ヶ月延期された。その後、無事2016年7月3日に開業した。事故現場付近は、暫定的に単線での開業となる。
2期区間の開業により、パリ - ストラスブール間の所要時間は従来の2時間20分から1時間50分にまで短縮された。